# Monarcas Morelia
Club Atlético Monarcas Morelia är en mexikansk professionell fotboll klubb baserad i Morelia, Michoacán, som för närvarande spelar i Liga MX. Teamet ägs av tv-bolaget TV Azteca och spelar sina hemmamatcher på Estadio Morelos.